# SuperDrive
Con il termine SuperDrive ci si può riferire a due distinti prodotti di Apple Inc. In principio il termine era utilizzato per indicare un particolare tipo di lettori di floppy disk mentre attualmente rappresenta un dispositivo ottico in grado di leggere e scrivere dischi DVD.

## Lettore floppy disk

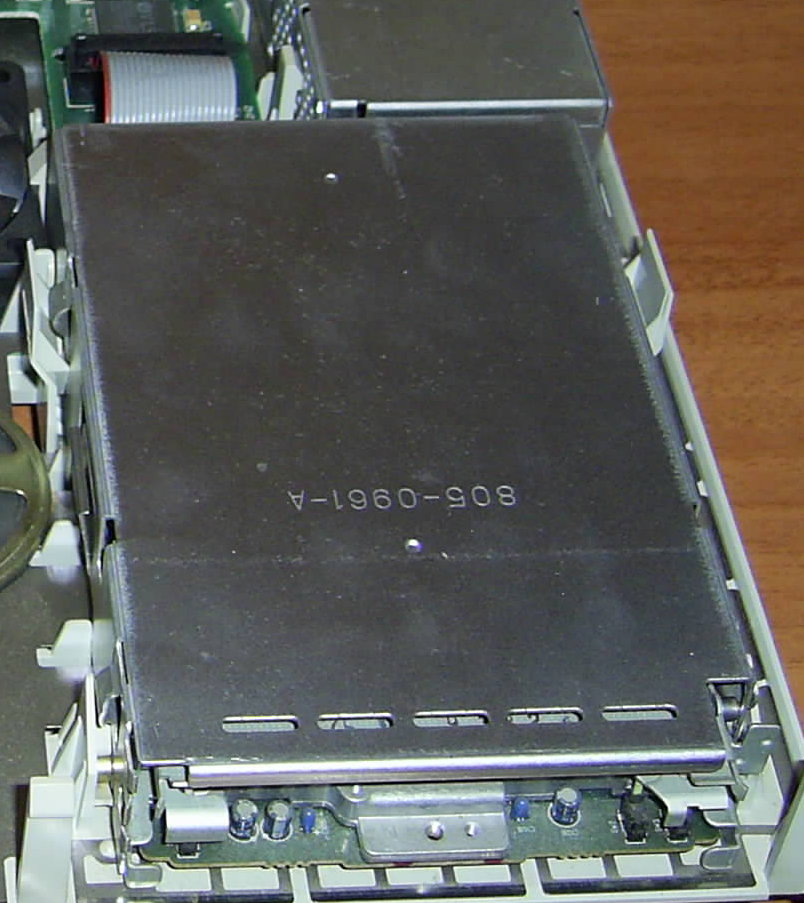
SuperDrive interno di un Macintosh LC II.

Il SuperDrive di Apple, implementato sulla piattaforma Macintosh, era un particolare tipo di lettore per floppy disk che adottava una meccanica ed un controller particolari, in grado di leggere il disco a velocità variabile, man mano che la testina di lettura/scrittura si allontanava dal centro, o vi si avvicinava, sia a velocità angolare costante.
Il lettore superdrive veniva chiamato col prefisso super, perché era in grado sia di leggere e scrivere floppy da 3 pollici e mezzo nel formato Apple a doppia densità (DD), sia floppy disk ad alta densità (HD) nel formato cosiddetto da 1,44 MB.
Il superdrive era in grado di accorgersi se il dischetto in formato ad Alta densità (HD) fosse formattato col formato Apple (capacità 1,56 MB), o con quello PC (1,44 MB).
Infatti, il primo tipo di lettore floppy Macintosh, disponibile sulle prime macchine vendute, e fino ed oltre l'uscita dei modelli Macintosh Plus e SE, era di tipo particolare e formattava i dischi unicamente nel formato proprietario di Apple perché la meccanica a velocità variabile, che garantiva ben 800 KB (400 KB per lato) su un floppy doppia densità ancora vergine, non era in grado di leggere il formato floppy a doppia densità da 720 KB, formattato a velocità costante ed usato nel mondo PC. 
L'accorgimento della meccanica a velocità variabile serviva ad aumentare il numero di settori per traccia verso i bordi più esterni del disco, da 18 a 30 per istanza, mantenendo costante la quantità di spazio fisico usato per memorizzare ogni settore di 512 byte. Il disco girava più lentamente quando la testina si trova verso i bordi del disco e manteneva il rapporto dei dati invariato, consentendo di memorizzare 400 KB per lato, aumentando tale quantità di 80 KB per dischetto doppio lato, rispetto alla comune formattazione da 720 KB usata dai PC. Questo formato richiedeva però uno speciale meccanismo di lettura e uno speciale controllo elettronico, non usato da altri produttori. 
I dischetti formattati in standard Apple a 800 KB a velocità variabile erano dunque impossibili da leggere su altre macchine anche adottando vari accorgimenti software, o con particolari filesystem da caricare a parte (come avveniva nel sistema CrossDos di Amiga), e risultavano dunque inutilizzabili per il trasferimento di dati da e verso gli altri sistemi operativi (PC, Amiga, Acorn Archimedes, Atari, Unix).
In un'epoca, gli anni '80, in cui i collegamenti via modem erano lenti e costosi perché richiedevano di pagare il costo della telefonata, in quanto internet e la "banda larga" non esistevano ancora, i floppy disk erano l'unico modo di scambiare dati rapidamente da una macchina all'altra e soprattutto da una piattaforma informatica verso un'altra di differente standard. L'aureo isolamento di Apple, chiusa nel suo standard proprietario di formattazione dischi, veniva considerato elitario, poco professionale dagli addetti del settore, che vedevano (e volevano) il Macintosh come macchina superiore, ma compatibile ad ogni livello con il più vasto mercato dello standard PC, in modo da competervi ad armi pari. Questa incompatibilità di trasferimento dati era considerata un difetto e rischiava di compromettere l'allargamento della base di utenti disposti a migrare sulla piattaforma Apple.
Apple, con l'avvento dei floppy disk ad alta densità, e desiderosa di farsi spazio come piattaforma di un certo prestigio aperta alla compatibilità col più vasto standard dei PC IBM, abbandonò dunque il primo tipo di floppy disk e creò i superdrive.
Questa nuova meccanica era in grado di leggere i vecchi dischi Apple a velocità variabile, nel formato da 3 pollici e mezzo a Doppia densità (DD), e i nuovi dischi ad Alta densità (HD). I nuovi dischi HD potevano memorizzare sulla piattaforma Apple 1,56 megabyte di dati, e sebbene i floppy PC HD avevano una formattazione che consentiva di memorizzare 1,44 MB, adesso potevano finalmente essere letti e scritti anche sul Macintosh, grazie ad un semplice accorgimento software.
Questo particolare programma o accorgimento software, oltre a permettere, la lettura, scrittura e formattazione dei dischi PC, garantiva anche la compatibilità di formattazione e la "traduzione" al volo del formato file. Infatti, mentre Apple suddivideva sui supporti formattati con il proprio filesystem il file in due distinte parti logiche chiamate fork e resource, il formato PC invece era basato su file univoci, allocati da una File Allocation Table (FAT), e che venivano riconosciuti dal programma "genitore" tramite le tre lettere di estensione del nome file (esempio: elenco.txt per un file di testo, quadro.jpg per un'immagine grafica, dati.xls per un file di foglio elettronico generato da Microsoft Excel ecc.).
Il sistema di suddividere i file in "fork" e "resource" nel file system Apple era invisibile all'utente, che vedeva sempre ogni file come unico ed integro. Tale accorgimento di memorizzare ogni file in due segmenti separati era necessario al sistema Macintosh, per mantenere da una parte (resource) le informazioni sul file e l'indicazione su quale programma l'avesse generato, in modo da associare il file dati sempre a quel particolare programma, e dall'altro lato (fork) veniva memorizzata la parte dati vera e propria del file.

## Lettore ottico

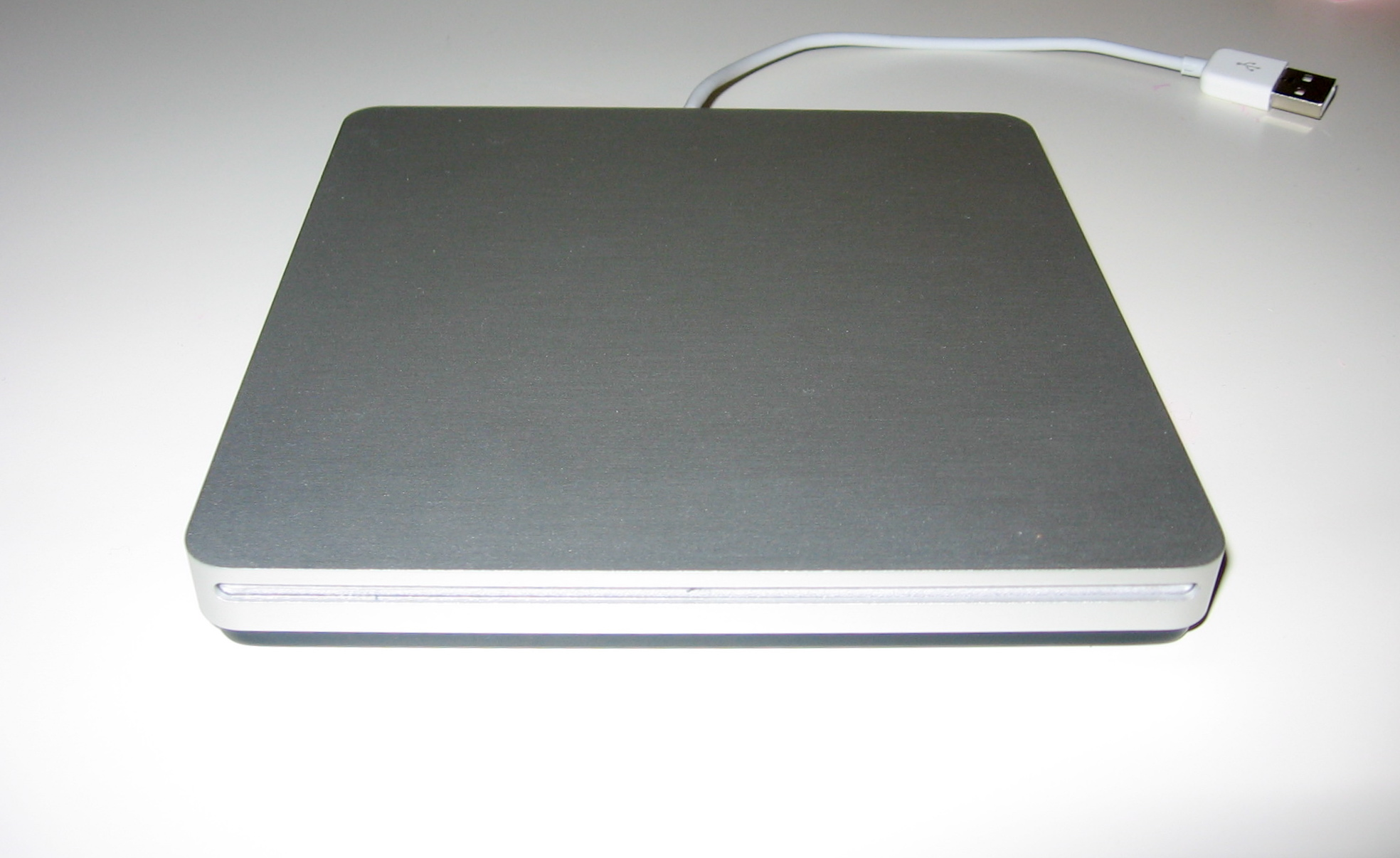
SuperDrive del MacBook Air.

Con l'iMac Apple abbandonò definitivamente i lettori floppy disk, che diventano un optional esterno in standard USB da comprare a parte da produttori terzi (prima piattaforma nella storia dell'informatica a fare a meno dei floppy disk).
La periferica che ereditò il nome di Superdrive fu il masterizzatore interno "combo" CD/DVD, in grado di leggere i DVD e di leggere e scrivere i CD. In seguito una nuova versione del SuperDrive acquisì anche la capacità di masterizzare i DVD.
Il nome SuperDrive è utilizzato anche per identificare il masterizzatore esterno USB venduto come accessorio per le nuove gamme di MacBook (che sono prive di supporto ottico).